# DYNAMITE (ライブイベント)
DYNAMITE（ダイナマイト）は、DJ TATSUTAが中心となって行われるライブイベントである。池袋 bedにて毎月第1土曜に開催されている。

## 経歴
- 1995年、池袋マダムカラスでイベント「DYNAMITE」をスタートする。
- 1998年、池袋 bedに移転。
- 2005年、10周年を迎える。

## レギュラーメンバー

### DJ
- DJ TATSUTA
- DJ JUNKO
- DJ PINO
- DJ MINOYAMA
- DJ SATOOL
- DJ SHUHO
- DJ SUZUKI（アルファ）

### ライブMC
- MCU（KICK THE CAN CREW）
- KREVA（KICK THE CAN CREW）
- LITTLE（KICK THE CAN CREW）
- CUEZERO
- TSUBOI（アルファ）
- WADA（アルファ）
- CHANNEL
- SONOMI

### VJ
- MIHO

他
DJ M.I.T